# Liste der Monuments historiques in Poix
Die Liste der Monuments historiques in Poix führt die Monuments historiques in der französischen Gemeinde Poix auf.

## Liste der Immobilien
| Bezeichnung          | Beschreibung | Standort                 | Kennzeichnung | Schutzstatus | Datum | Bild           |
| -------------------- | ------------ | ------------------------ | ------------- | ------------ | ----- | -------------- |
| Tombeau de Théodoric | Hügelgrab    | südlich des Ortes (Lage) | PA00078768    | Classé       | 1965  | weitere Bilder |